# Jakab-hegyi őskori földvár
A Jakab-hegyi földvár egy kora vaskorban, földből és kőből épült erődítmény a Mecsekben, azon belül is a Jakab-hegyen. A műholdfelvételeken máig jól kivehető a várfal vonulata, amin belül (annak gyakorlatilag a közepén) található a Jakab-hegyi pálos kolostor.

## Története
A Jakab-hegy platóján egy bronzkori telep helyén, a kora vaskorban épült fel a Kárpát-medence akkor legnagyobb vára. 
A két részre tagolódó erődítményt ma is 6–10 m magas, nagyrészt kőből összehordott sáncok övezik, csak a déli, hegyperemen futó sánc magassága kisebb ennél. A nagy sánc területe kb. 550 x 800 méter, délnyugati részéhez kapcsolódik az alacsonyabban fekvő, kisebbik, 400 x 250 méteres várrész, amelynek közepén egy kis magaslatot alacsonyabb sáncok kerítenek, valamiféle „akropoliszt” alkotva. E mellett nyílik a vár egyik eredeti kapuja. A másik kapu a délkeleti oldalon található. 

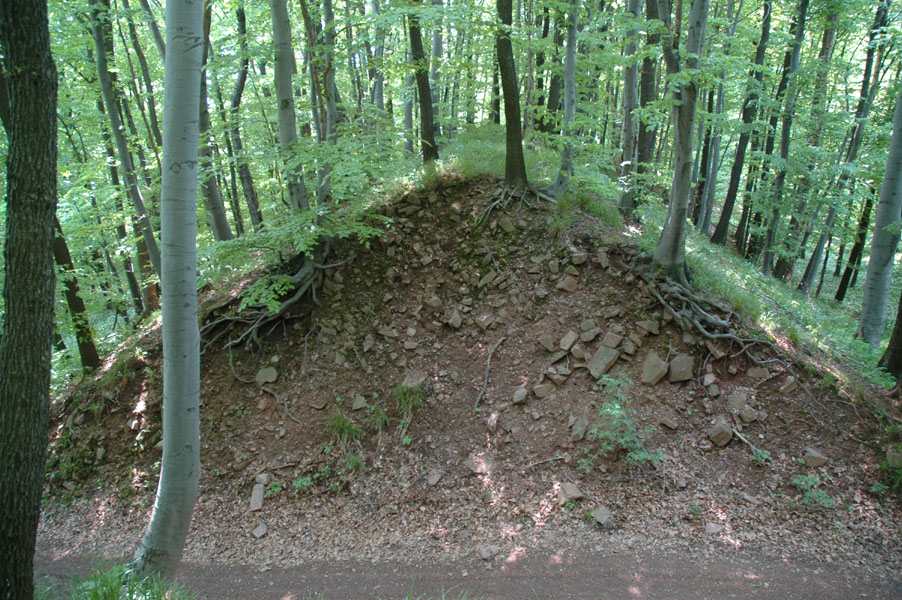
Az őskori sánc metszete

Előtte – az egykori bronzkori telep helyén – létesült a vaskori település halomsíros temetője, amelynek kőből rakott sírkamrákkal, és az azokat övező kőkörökkel ellátott, hamvasztásos rítusú sírjaiból ma is számtalan felismerhető az erdő fái alatt. A várnak ezt, a legkönnyebben támadható oldalát védték a legmagasabb sánccal, sőt később egy másik falvonulatot is húztak elé. 
A Jakab-hegyi telep a Dél-Dunántúl legfontosabb hatalmi központja lehetett a római hódítás előtt. Egy vaskori királyság központja, fővárosa lehetett, aminek kiterjedése valahol az Alpok-Duna-Balaton-Dráva közti terület lehetett. Ez a terület a földvár sáncairól szabad szemmel ma is könnyen belátható. 
Lakói a kora vaskori hallstatti kultúra népe volt, ők is emelték a földvár hatalmas sáncait i. e. 750 körül. Később, i. e. 350 körül a kelták foglalták el a várat, és a római időkig szintén egy királyság fővárosaként használták. A királyság hasonló nagyságú lehetett mint a hallstatti kultúra idejében. A rómaiak minden bizonnyal éppen nagysága és jó védhetősége miatt kényszeríthették városuk elhagyására az itt élőket, és alapították meg helyette a közeli Sopianae-t, a mai Pécs elődjét.